# Mürz
La Mürz est une rivière autrichienne qui coule en Basse-Autriche et en Styrie.

## Géographie
Elle prend sa source au nord du massif de Schneealpe et conflue avec la Mur à Bruck an der Mur après un parcours de 98 km.